# Кояма, Рикия
Рикия Кояма (яп. 小山力也 Кояма Рикия, 18 декабря, 1963, префектура Киото) — японский сэйю, актёр. Официальный актёр дубляжа Джорджа Клуни, Кифера Сазерленда, Дуэйна Джонсона и Ма Дон Сока, дублировал многие роли Дензела Вашингтона, Киану Ривза и Гая Пирса. В настоящее время сотрудничает с театральной труппой Хайюза. Лауреат премии Seiyu Awards имени Кэя Томиямы (2011).

## Роли

### Аниме
1996 год
- Детектив Конан [ТВ] (Когоро Мори (эп. 553-));

2000 год
- Первый шаг [ТВ-1] (Мамору Такамура);

2001 год
- D: Жажда крови (Public Official);
- Фигура 17 (ДиДи);
- Ковбой Бибоп: Достучаться до небес (Стив);
- Таинственная игра OVA-3 (Сю Тэндо);

2002 год
- Магический округ Абэнобаси (Абэ / Ютас);
- История юного Ханады (Сэйдзи);

2003 год
- Лицензировано королевством (Грей Стратос);
- Код Ангела (Начальник полиции Хиватари);
- Манускрипт ниндзя: новая глава [ТВ] (Дзюбэй Кибагами);
- Первый шаг: Путь чемпиона (Мамору Такамура);
- Первый шаг OVA (Мамору Такамура);

2004 год
- Небесный Фафнир [ТВ] (Сэйитиро Канамэ);

2005 год
- Небеса МАР (Сатурн);
- Спидграфер (Доктор Гэмба Рёгоку);
- Эврика 7: Псалмы Планет [ТВ] (Норб (эп. 34-40));
- Pataliro Saiyuki! (Са Годзё);
- Стальная тревога! Новый рейд [ТВ] (Белфанган);
- Стальной алхимик (фильм первый) (Рудольф Гесс);
- Touhai Densetsu Akagi: Yami ni Maiorita Tensai (Нанго);
- Noein: Mou Hitori no Kimi e (Куина);
- Rean no Tsubasa (Синдзиро Сакомидзу);

2006 год
- Судьба: Ночь Схватки [ТВ] (Кирицугу Эмия);
- Bakutama Hit! Crash Bedaman (Дзюбэ Санада);
- Крылья спасения (Дзюндзо Куроки);
- Призрак в доспехах: Синдром одиночки OVA-2 (Хидэо Кудзэ);
- Прославленный [ТВ] (Хакуоро);
- Клинок Ведьм (Рэйдзи Такаяма);
- Детектив Конан (фильм 10) (Рю Атия);
- Стальная тревога! Новый рейд OVA (Белфанган);
- Дух Солнца (Чань);
- Алхимическое оружие (Виктор);
- Странная история эпохи Тэмпо: Аякасиаяси (Аби);
- Tokyo Tribe 2 (Слипи);

2007 год
- Анжелика [ТВ-2] (Леонард);
- Печать ветра (Гэмма Каннаги);
- Одержимые смертью (Сандзюро Окицу);
- Война зверобогов: Хроники героев (Коё);
- Наруто: Ураганные Хроники (Ямато)

2008 год
- Сигофуми: Письма с того света (Кирамэки Микава);
- Кайт-избавительница (Орудо Ногути);
- Синий Дракон (второй сезон) (Голос Небес);
- Горничный в маске (Когараси);
- Пожиратель Душ (Синигами-сама);
- Ультрафиолет: Код 044 (Даксус Второй);
- Нечто важное для мага [ТВ-2] (Сэйитиро Хара);
- Наруто (фильм пятый) (Ямато);
- Холм в багряных сумерках [ТВ] (Сэйдзиро Сугисита);
- Кулак Северной Звезды — Фильм (2008) (Дзюгай);
- Ga-Rei: Zero (Кудо Кусуно);
- Ящик нечисти (Сасагава);
- Обитель зла: Вырождение (Кёртис Миллер);

2009 год
- Fairy Tail (Фукуро)
- Дева Мария смотрит за вами 4 (Отец Канако);
- Первый шаг [ТВ-2] (Мамору Такамура);
- Райдбэк (Тэнсиро Окакура);
- Псы: Бродячие псы, воющие во тьме (Фуюминэ);
- Прославленный OVA (Хакуоро);
- Холм в багряных сумерках OVA (Сэйдзиро Сугисита);
- Когда плачут чайки (Рудольф Усиромия);
- Elementhunters (Дан Карас);
- Волчица и пряности (второй сезон) (Марк);
- Кобато (Гэнко);
- Классические истории (К [Kokoro]);

2010 год
- Судьба: Ночь Схватки (фильм) (Кирицугу Эмия);
- Истории мечей (Эмондзаэмон Сода);
- Мобильный воин ГАНДАМ Единорог (Фласт Скол);
- Под мостом над Аракавой [ТВ-1] (Сэки Итиномия);
- Радуга: Семеро из шестой камеры (Антян (Рокурота Сакураги));
- Детектив Конан (фильм 14) (Когоро Мори);
- Наруто (фильм седьмой) (Ямато);

2011 год
- Marvel Anime (Логан / Росомаха);
- Kizuna Ichigeki (Эверест Тёяма);
- Hyouge Mono (Нобунага Ода);
- Вторжение Кальмарки [ТВ-2] (Владелец Минамикадзэ);
- Судьба: Начало [ТВ-1] (Кирицугу Эмия);
- Hunter x Hunter (Джин Фрикс);

2012 год
- Mouretsu Pirates (Голос за кадром);

2013 год
- Детектив Конан (фильм 17) (Когоро Мори)

2015 год
- One Piece (Одноногий Солдатик, Гладиатор Кирос)

2016 год
- Bungo Stray Dogs (Фукудзава Юкичи)

2021 год
- Vivy: Fluorite Eye's Song (Антонио)

### Видеоигры
- Ultimate Marvel vs. Capcom 3 (Фрэнк Вест);
- Metroid: Other M (Адам Малкович)
- League of Legends (Люциан)
- Yakuza (Тайга Саэдзима)
- Tales of Vesperia (Дюк)
- Arknights (Млынар/Młynar)
- One Piece: World Seeker (Айзек)

### Дубляж
- Бахубали: Начало (Махендра и Амарендра Бахубали)
- Бахубали: Завершение (Махендра и Амарендра Бахубали)